# 차단 (수문학)

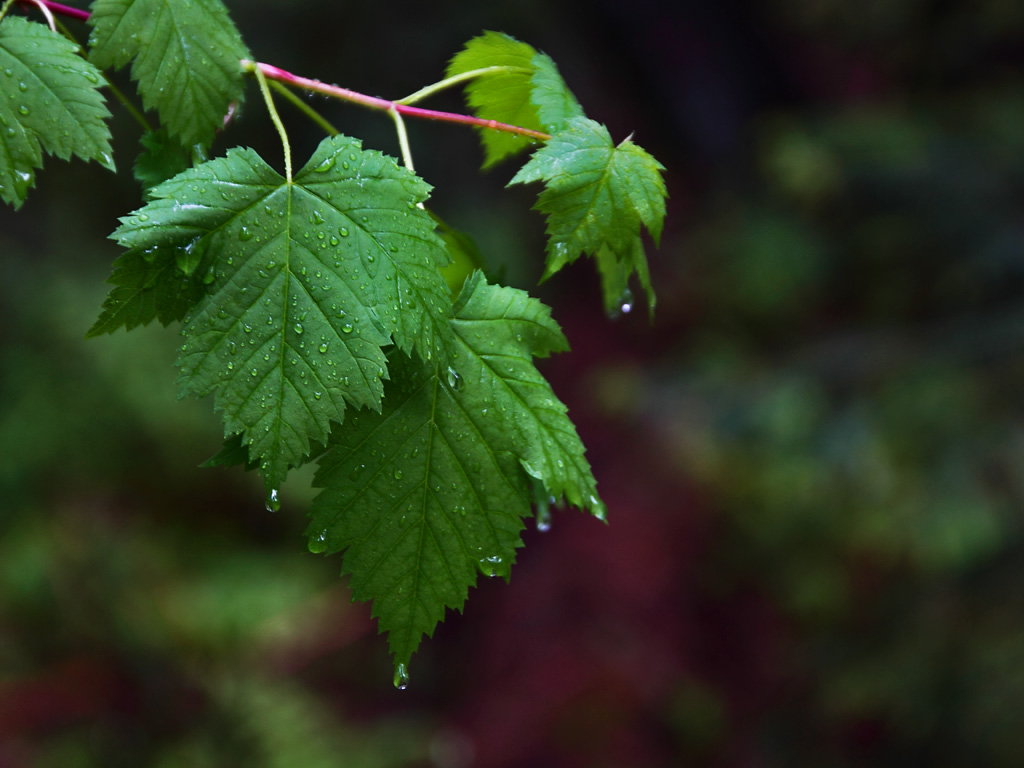
단풍나무 잎에 비가 맺혀 있다.

차단(interception)은 강우가 지표면에 도달하기 전 식생 또는 구조물에 의해 가로막혀 지표에 머무르는 것을 말한다. 차단능력을 초과하는 강수는 지표면에 남아 지표면 저류(surface detention)가 되고 이것이 커지면 지표면 유출이 일어난다.

## 호우 중 차단
일반적으로 호우 중의 차단은 다음과 같이 나타난다.
{\displaystyle I=a+bP^{n}}
a, b, n : 상수
P : 총 강우량(cm)

## 같이 보기
- 워터볼

## 참고 문헌
- 이재수 (2018). 《수문학》 2판. 구미서관. ISBN 9788982252914.